# 크리스 파인
크리스토퍼 화이트로 파인(Christopher Whitelaw Pine, 1980년 8월 26일 ~ )은 크리스 파인(Chris Pine)으로 잘 알려진 미국의 배우이다. 파인은 텔레비전 시리즈 《ER》의 한 에피소드에 러바인 역으로 출연하여 데뷔를 하였다. 2004년과 2005년에 각각 단편 영화 《Why Germany?》와 《The Bulls》에 출연하였다. 극장용 영화로는 《프린세스 다이어리 2》 (2004), 《행운을 돌려줘》 (2006), 《블라인드 가이》 (2006), 《스모킹 에이스》 (2006), 《와인 미라클》 (2008), 《언스토퍼블》 (2010), 《디스 민즈 워》 (2012), 《피플 라이크 어스》 (2012) 등의 작품에 출연하였다. 파인은 2009년 영화 《스타 트렉: 더 비기닝》에서 맡은 제임스 T. 커크 역할로 잘 알려져 있으며, 속편인 《스타 트렉 다크니스》에서도 같은 역할로 출연하여, 2013년에 개봉하였다.
파인은 성우로도 활동하고 있으며, 《퀀텀 퀘스트: 어 캐시니 스페이스 오딧세이》 (2010), 《가디언즈》 (2012)에서 각각 데이브와 잭 프로스트 역을 맡아 목소리 연기를 하였다. 그리고 (2018)에 스파이더맨: 뉴 유니버스에서 피터 파커 역을 맡았다.

## 성장 과정
파인은 캘리포니아주 로스앤젤레스에서 로버트 파인(Robert Pine)과 그윈 길퍼드(Gwynne Gilford) 사이에서 태어났다. 아버지 로버트는 《CHIPS》에서 부사관 조지프 게트러 역할을 맡았던 배우이며, 현재도 배우로 활동하고 있다. 어머니도 배우였으며, 현재 심리치료사로 활동하고 있다. 형제자매로는 케이티(Katie)라는 누나가 있다. 어머니의 부모는 할리우드 배우인 앤 그윈과 할리우드 변호사 맥스 M. 길퍼드이다. 파인은 외할아버지 쪽에서 러시아계 유대인 조상을 두고 있으며, 웨일스계 피도 물려 받았다. 또한, 파인은 인터뷰에서 자신을 "아마도 불가지론자"라고 밝혔다.
파인은 캘리포니아 대학교 버클리에서 2002년 영문학 학사 학위를 취득하였으며, 잉글랜드의 리즈 대학교에서 1년 동안 영문학을 공부하기도 하였다. 졸업 후에는 샌프란시스코의 아메리칸 컨서버토리 시어터에서 공부하였다.

## 경력
파인이 처음으로 역할을 맡아 출연했던 텔레비전 프로그램은 2003년 TV 시리즈 ER의 에피소드였다. 또한, 같은 해 《가디언》과 《CSI 마이애미》의 에피소드에도 출연하였다. 2004년 단편 영화 Why Germany?에 출연하였으며, 8월에 개봉한 《프린세스 다이어리 2》에서는 앤 해서웨이의 상대 역인 니콜라스 역으로 출연하였다. 2005년에는 식스 핏 언더의 에피소드와 비디오 독립 영화인 Confession, 단편 영화 The Bulls에 출연하였다.
파인은 텔레비전 영화 Surrender Dorothy에 출연하였으며 영화는 2006년 초에 방영되었다. 또한 로맨틱 코미디인 영화 행운을 돌려줘에서 린제이 로한이 연기한 애쉴리 올브라이트의 상대 역인 제이크 하딘을 연기하였다. 코미디 블라인드 가이와 액션 영화 스모킹 에이스에도 출연하였다.
2008년 영화 와인 미라클에서는 나파 밸리의 와인 양조업자 보 바레트를 묘사하기 위해 히피 금발 헤어 스타일을 하였다.
2007년 파인은 2009년 영화 스타 트렉 : 더 비기닝의 제임스 T. 커크 역할을 맡게 되어서 영화 White Jazz의 캐스팅 제안을 거절하였다. White Jazz는 제작이 진행 중이었으나 2009년 5월에 개봉이 취소되었다. 파인이 그린 랜턴: 반지의 선택의 주인공을 맡을 것이라는 소문도 있었으나 라이언 레이놀즈가 역할을 맡게 되면서 결국 취소되었다. 또한 파인은 영화 스몰 타운 새터데이 나잇에 출연하였다. 2009년 5월에는 Saturday Night Live에서 재커리 퀸토, 레오나드 니모이와 함께 잠깐 출연하였다.
영화 언스토퍼블에서는 유독 물질을 실은 폭주 기관차가 도시를 덮치기 전에 이를 막으려는 젊은 차장 역할을 맡았다. 이 영화는 마크 봄백의 각본을 바탕으로 토니 스콧이 감독하였다.

## 출연 작품
| 연도   | 영화                                     | 역할                       | 비고                         |
| ------ | ---------------------------------------- | -------------------------- | ---------------------------- |
| 2004년 | Why Germany?                             | 크리스                     |                              |
| 2004년 | 프린세스 다이어리 2                      | 니컬러스 데버로            |                              |
| 2005년 | Confession                               | 루터 스콧                  |                              |
| 2005년 | The Bulls                                | 제이슨                     |                              |
| 2006년 | Surrender Dorothy                        | 숀                         | TV 영화                      |
| 2006년 | 행운을 돌려줘                            | 제이크 하딘                |                              |
| 2006년 | 블라인드 가이                            | 대니                       |                              |
| 2006년 | 스모킹 에이스                            | 다윈 트레모어              |                              |
| 2008년 | 와인 미라클                              | 보 바렛                    |                              |
| 2009년 | 스타 트렉: 더 비기닝                     | 제임스 T. 커크             |                              |
| 2009년 | 스몰 타운 새터데이 나잇                  | 렛 라이언                  |                              |
| 2009년 | 캐리어스                                 | 브라이언                   |                              |
| 2009년 | Beyond All Boundaries                    | 핸슨 볼드윈 / 빌 리드 중사 | 목소리 출연                  |
| 2010년 | 언스토퍼블                               | 윌 콜슨                    |                              |
| 2010년 | 퀀텀 퀘스트: 어 캐시니 스페이스 오딧세이 | 데이브                     | 목소리 출연                  |
| 2012년 | 셀레스티 앤 제시 포에버                  | 로리 셰넌도아              |                              |
| 2012년 | 피플 라이크 어스                         | 샘                         |                              |
| 2012년 | 디스 민즈 워                             | FDR                        |                              |
| 2012년 | 가디언즈                                 | 잭 프로스트                |                              |
| 2013년 | 스타 트렉 다크니스                       | 제임스 T. 커크             | 액션, SF영화                 |
| 2016년 | 로스트 인 더스트                         | 토비 하워드                | 범죄, 드라마                 |
| 2016년 | 스타트렉 비욘드                          | 제임스 T. 커크             | 액션, 모험, SF, 스릴러영화   |
| 2017년 | 원더우먼                                 | 스티브 트레버              |                              |
| 2018년 | 스파이더맨: 뉴 유니버스                  | 피터 파커                  |                              |
| 2018년 | 시간의 주름                              | 알렉스 머리                |                              |
| 2018년 | 아웃로 킹                                | 로버트 1세                 |                              |
| 2020년 | 원더우먼 1984                            | 스티브 트레버              |                              |
| 2022년 | 돈 워리 달링                             | 프랭크                     |                              |
| 2023년 | 던전 앤 드래곤: 도적들의 명예            | 에드긴 다비스              |                              |
| 2023년 | 위시                                     | 매그니피코                 | 목소리 출연                  |
| 연도   | 텔레비전                                 | 역할                       | 비고                         |
| 2003년 | ER                                       | 리바인                     | "A Thousand Cranes"          |
| 2003년 | 가디언                                   | 로니 그랜디                | "Hazel Park"                 |
| 2003년 | CSI: 마이애미                            | 토미 챈들러                | "Extreme"                    |
| 2004년 | 아메리칸 드림즈                          | 조이 트리메인              | "Tidings of Comfort and Joy" |
| 2005년 | 식스 핏 언더                             | 젊은 샘                    | "Dancing for Me"             |